# خاچاتریان ۱۸۱۷۴
سیارک ۱۸۱۷۴ (به انگلیسی: 18174 Khachatryan، نامگذاری:2000QW14) هجده هزار و صد و هفتاد و چهارمین سیارک کشف شده‌است که در ۲۴ اوت ۲۰۰۰ کشف شد.
قدر مطلق سیارک برابر ۱۲.۳ است.